# Салдабађу де Мунте (Бихор)
Салдабађу де Мунте (рум. Săldăbagiu de Munte) насеље је у Румунији у округу Бихор у општини Палеу. Oпштина се налази на надморској висини од 211 m.

## Становништво
Према подацима из 2002. године у насељу је живело 602 становника.

### Попис2002.
| Расподела становништва по националности 2002.‍ | Расподела становништва по националности 2002.‍ | Расподела становништва по националности 2002.‍ | Расподела становништва по националности 2002.‍ | Расподела становништва по националности 2002.‍ |
| --------------------------------------------- | --------------------------------------------- | --------------------------------------------- | --------------------------------------------- | --------------------------------------------- |
|                                               |                                               |                                               |                                               |                                               |
| Румуни                                        | Румуни                                        |                                               | 31                                            | 5,2%                                          |
| Мађари                                        | Мађари                                        |                                               | 570                                           | 94,8%                                         |